# Рамарайя Аравиду
Рамарайя Аравиду (1484 — 23 января 1565) — фактический правитель Виджаянагарской империи в 1540—1565 годах, который привёл государство к упадку.

## Биография
Происходил из влиятельного рода Аравиду. Был родственником махараджахираджы Кришнадеварайи. Отличился во всех основных военных кампаниях в период его владычества.
После его смерти пытался получить трон, но уступил Ачьютадеварайе, однако сохранил должности при дворе.
В 1540 году, получив поддержку султана Биджапура, совершил мятеж, захватив правителя и став фактическим правителем империи. В 1542 году он поставил формальным правителем Садашиварайю. Постепенно поставил на ключевые должности в государстве верных себе людей. Одновременно стал чаще приглашать на военную службу мусульман.
В 1543 году Рамарайя заключил союз с Ахмеднагаром и Голкондой против Биджапура и Бидара. В 1549 году Рамарайя вместе со своими союзниками нанёс поражение другим султанатам, захватив важную крепость Кальян. В 1551 году закрепил за империей долину Райчура. В 1557 году Рамарайя заключил союз с Биджапуром и Бидаром против Ахмеднагара и Голконды. В 1558 году войска Виджаянагара опустошили Ахмеднагарский султанат.
В итоге, действия Рамарайи восстановили против него всех соседних султанов. Сначала в 1564 году владения Виджаянагара атаковали султаны Голконды и Ахмеднагара, однако их войска потерпели тяжелое поражение. Тогда к ним присоединились султаны Биджапура и Бидара. Решающее сражение состоялась 23 января 1565 при Таликоте (Ракшас-Тагде). Сначала преимущество было на стороне виджаянагарцев. Однако в ответственный момент мусульмане, которые находились на службе у Рамарайи, перешли на сторону султанов, в результате чего индуистские войска потерпели поражение. Рамарайя попал в плен, где в тот же день он был казнён.